# 乌德沃尔迪·伊什特万
乌德沃尔迪·伊什特万（匈牙利語：Udvardi István，1960年2月27日—2012年2月6日），匈牙利男子水球运动员。他曾代表匈牙利国家队参加1980年夏季奥林匹克运动会水球比赛，获得一枚铜牌。